# Zostera japonica
Hải rong Nhật Bản (danh pháp khoa học: Zostera japonica) là một loài thực vật có hoa trong họ Zosteraceae. Loài này được Asch. & Graebn. miêu tả khoa học đầu tiên năm 1907.